# Astronomické cykly
Astronomické cykly jsou pravidelná období (periody), ve kterých se opakují určité astronomické jevy. Jedná se o pohyby astronomických objektů (rotace objektu kolem jeho rotační osy a oběh kolem jeho mateřského tělesa) a některé další jevy. Pro člověka mají největší význam cykly spojené se Zemí, které určují střídání dne a noci a ročních období (tropický rok). Na těchto cyklech jsou založené kalendáře.

## Rotační perioda
Rotační periodou se v astronomii rozumí doba potřebná k dokončení jedné otáčky objektu kolem jeho rotační osy. U tuhých těles je rotační perioda jednoduchou veličinou, ale u tekutých (kapalných či plynných) objektů je doba otáčky jiná na rovníku a jiná pro rovnoběžku poblíž pólu. Pro obří plynnou planetu jako je např. Jupiter existuje tzv. interní rotační perioda určovaná z rotace jeho magnetického pole.
| Slunce  | 24,66 dnů (pro rovník) | asi 35 dnů poblíž pólů     |
| Merkur  | 58,6462 dnů            | (58 dnů + 15,5088 hodin)   |
| Venuše  | 243,0185 dnů           | (225 dnů)                  |
| Země    | 0,997 268 dnů          | (23,9344 hodin = 86 164 s) |
| Měsíc   | 27,321 661 dnů         | (synchronní s oběhem)      |
| Mars    | 1,025 957 dne          | (24,622 962 hodin)         |
| Jupiter | 0,413 538 021 dne      | (9 h 55 min 29,685 s)      |
| Saturn  | 0,444 009 2592 dne     | (10 h 39 min 22,400 00 s)  |
| Uran    | 0,718 333 333 dne      | (17 h 14 min 24,000 00 s)  |
| Neptun  | 0,671 250 00 dne       | (16 h 6 min 36,000 00 s)   |

## Oběhové cykly

### Typy period
Existuje více časových period vztažených k oběhu vesmírného tělesa kolem jeho mateřského tělesa, například planety kolem její hvězdy (Země kolem Slunce), nebo měsíce kolem planety (Měsíc kolem Země), případně hvězdy kolem centra galaxie. 
- Siderická perioda (siderický rok, siderický měsíc, doba oběhu) je doba potřebná k plnému oběhu ve vztahu k velmi vzdáleným hvězdám, stálicím (latinsky sidere = souhvězdí). Tato perioda je považována za pravou oběhovou periodu (planety nebo jejího měsíce), neboli dobu oběhu.
- Synodická perioda je doba, která uplyne mezi dvěma stejnými fázemi planety či jiného vesmírného tělesa se Sluncem (latinsky synod = setkání). Je to tedy doba potřebná k tomu, aby se objekt (planeta) znovuobjevil na stejném místě oblohy ve vztahu ke Slunci při pozorování ze Země, například mezi dvěma následujícími konjunkcemi se Sluncem, jde proto o zdánlivou oběhovou periodu planety. Synodická perioda se od siderické výrazně liší, protože Země sama obíhá kolem Slunce. Na rozdíl od ostatních period se synodická perioda nevztahuje jen k oběhu samotného tělesa, ale zahrnuje i pohyb Země.
- Drakonická perioda je doba, která uplyne mezi dvěma průchody vesmírného tělesa výstupným uzlem, tj. bodem, ve kterém vesmírné těleso z jihu na sever protne vztažnou rovinu, tj. například ekliptiku (v astrologii nazývaném Dračí hlava).
- Anomalistická perioda je doba, která uplyne mezi dvěma průchody vesmírného tělesa periapsidou – bodem svého největšího přiblížení k centrálnímu tělesu (v případě Slunce jde o perihélium, v případě Země o perigeum). Obvykle se mírně liší od siderické periody, protože hlavní poloosa oběžné dráhy obvykle vykonává pomalý pohyb.
- Tropický rok na Zemi je doba, která uplyne mezi dvěma po sobě následujícími průchody pravého Slunce (středu slunečního disku) jarním bodem, jde tedy o dobu mezi dvěma jarními rovnodennostmi. Během tropického roku se vystřídají čtyři roční období, jeho délka je základem pro kalendářní rok a výpočet přestupných let. Je zhruba o 20 minut kratší než doba oběhu Země kolem Slunce, protože jarní bod vykonává precesní pohyb s periodou asi 25 772 let.

### Oběh planet kolem hvězdy – rok

#### Siderický rok a siderické periody slunečních planet
Siderický rok je doba, za kterou se Slunce vrátí na stejnou polohu na zemské obloze z hlediska hvězdné klenby. Siderický rok je doba oběhu Země kolem Slunce a je roven 365,25636042 středních solárních dnů. Siderický rok je o 20 minut a 24 sekund delší než tropický rok.
| Merkur | Venuše | Země | Mars  | Jupiter | Saturn | Uran  | Neptun | Pluto |
| 0,241  | 0,615  | 1    | 1,881 | 11,87   | 29,45  | 84,07 | 164,9  | 248,1 |

Údaje jsou uvedeny v tzv. juliánských rocích (1 juliánský rok = 365,25 standardních dnů, přičemž 1 standardní den = 24 ⋅ 3600 = 86 400 sekund).

#### Tropický rok
Tropický rok je doba mezi dvěma po sobě následujícími průchody Slunce jarním bodem (jarní rovnodennost). V důsledku precese zemské osy je asi o 20 minut kratší, než doba oběhu. Je základem pro tvorbu slunečního kalendáře Jeho délka je 365,242 192 129 středního slunečního dne (přibližně 365,2422), neboli 365 dní 5 h 48 min 45,4 s, ale postupně se pomalu zkracuje. Staroegyptský kalendářní rok se svou délkou 365 dnů byl tedy o 0,2422 dnů kratší, takže rozdíl jednoho dne se projevil již za 4 roky. Juliánský rok délky 365,25 dne byl naopak o 0,0078 dne delší, ale rozdíl jednoho dne se projevil až za 128 let. Gregoriánský rok s průměrnou délkou 365,2425 dne je oproti tropickému roku delší o 0,0003 dne, takže rozdíl jednoho dne se projeví asi za 3000 let.

### Oběh galaxie – galaktický rok
Slunce i se soustavou svých oběžnic je součástí Galaxie (Mléčné dráhy), která jako celek rotuje kolem své osy. Slunce tedy obíhá kolem středu Galaxie a nachází se ve 2/3 vzdálenosti poloměru Galaxie od jejího středu. V Harvard-Smithsonian Center for Astrophysics v americkém Cambridge v roce 1999 poprvé určili, že doba oběhu Sluneční soustavy kolem středu Galaxie trvá zhruba 226 (212 až 240) milionů let. Tato oběžná perioda je někdy nazývána galaktický rok. Vyjdeme-li z toho, že Země vznikla zhruba před 4,65 miliardami let, znamená to, že dnes Země (společně se Sluneční soustavou) uskutečňuje svůj 22. či 23. oběh kolem středu Galaxie.

### Oběh Měsíce kolem Země – měsíc
Také oběh družice, v případě Země Měsíce, kolem planety může být (časový) měsíc siderický anebo synodický. Běžný rok má 13,368 siderických a 12,368 synodických měsíců.

#### Siderický měsíc
Siderický měsíc je doba, za kterou se Měsíc při svém oběhu kolem Země vrátí na stejnou polohu na obloze z hlediska nebeské klenby, mezi stálicemi. Siderický měsíc zemský je roven 27,321 661 (zaokrouhleně 27 1/3) dnů. 

#### Synodický měsíc
Synodický měsíc je doba, za kterou se Měsíc vrátí do stejné polohy vůči Slunci z hlediska pozemského pozorovatele a kdy měsíc projde všemi fázemi (od novu k novu). Protože Země obíhá Slunce, zabere Měsíci nějakou dobu (poté, co dokončí svůj plný oběh kolem Země – siderický měsíc) než se vrátí se do stejné polohy vzhledem ke Slunci. Tento delší cyklus se nazývá synodický měsíc (podle řeckého synod = setkání : tj. Měsíc se "setká" Sluncem) nebo také doba lunace. 
Doba lunace kolísá mezi 29,27 a 29,83 dny, v jednotlivých letech se však odchylky liší. Například v roce 2001 byl nejdelší leden (29 d 19 h 14 m) a nejkratší červenec (29 d 7 h 11 m), zatímco v roce 2004 byl nejdelší květen (29d 15h 35m) a nejkratší prosinec (29d 10h 34m). Dlouhodobý průměr činí 29,530 588 dnů (29 d 12 h 44 min 2,8 s) – přibližně 29 ½ dne.
Délka jednotlivých měsíců v jakémkoli lunárním kalendáři bez ohledu na kulturu se blíží střední délce synodického měsíce, tj. 29 až 30 dní. Údajně i kruh kamenů ve Stonehenge tvořilo původně 30 obrovských kamenů, z nichž jeden byl o polovinu užší než ostatní, což má symbolizovat 29 ½ dne.

#### Tropický měsíc
Tropický měsíc je časová perioda (doba) mezi dvěma po sobě následujícími průchody Měsíce jarním bodem.

#### Anomalistický měsíc
Anomalistický měsíc je časová perioda (doba) mezi dvěma po sobě následujícími průchody Měsíce perigeem.

#### Drakonický měsíc
Drakonický měsíc je časová perioda (doba) mezi dvěma po sobě následujícími průchody Měsíce výstupným uzlem jeho dráhy.

#### Délka měsíčních period
Tabulka uvádí průměrné délky pěti výše uvedených lunárních period. Jejich délka se působením jiných objektů Sluneční soustavy mění jak v krátkodobém, tak v dlouhodobém horizontu. Aproximace dlouhodobé změny je uvedena ve druhém sloupci tabulky, krátkodobé změny jsou výraznější, jsou však nepravidelné.
Tabulka platí pro epochu J2000.0 (1. ledna 2000 12:00 TT)
| Měsíc         | Doba trvání (dny) | Odchylka (dny za století) |
| ------------- | ----------------- | ------------------------- |
| drakonický    | 27,212220815      | +0,000000414              |
| tropický      | 27,321582252      | +0,000000182              |
| siderický     | 27,321661554      | +0,000000217              |
| anomalistický | 27,554549886      | −0,000001007              |
| synodický     | 29,530588861      | +0,000000252              |

Poznámka: století je v tomto kontextu přesně 36 525 dní o délce 86 400 SI sekund.

## Kalendářní cykly
Kalendářní cykly jsou periodická období, po kterých dochází k přibližnému souběhu astronomických cyklů a které slouží při vytváření různých kalendářních systémů. Jedná se tedy především o cykly související s délkou dne, synodického měsíce a tropického roku.

## Jiné cykly

### Platonský rok
Platonský rok neboli velký rok nebo rovnodennostní cyklus je doba potřebná k jednomu úplnému cyklu precese rovnodenností – zhruba 25 700 let (v literatuře je obvykle uváděno 26 000 let), přesněji 25 725 let. Trvání otáčky zemské osy se jmenuje platónský rok. Ve skutečnosti není trvání tohoto cyklu konstantní, protože rychlost této obecné precese se mění s časem. Velký rok se uplatnil v mayském kalendáři.

### Chaldejský cyklus (periodasaros)
Chaldejský cyklus byl objeven Chaldejci v Babylonii již v 7. století př. n. l. pro předpovědi zatmění Slunce a Měsíce. Jeho délka činí 223 synodických měsíců (= 6585 1/3 dnů = 18 roků 11 dní 7 hodin a 43 minut) a za tuto se vyskytne 15 úplných, 11 prstencových a 15 pouze částečných zatmění Slunce. Cyklus saros se vyvíjí a zaniká, série saros pro zatmění Slunce trvá 1 300 let, pro zatmění Měsíce 800 let. Například po zatmění Slunce z 11. srpna 1999 v Evropě bude následovat podobné zatmění Slunce 21. srpna 2017. Problém je, že cyklus o 8 hodin (přesně 7 h 43 min) přesahuje cyklus slunečního dne, takže k zatmění Slunce dojde na místě vzdáleném od původního místa o 8 hodinových pásem. Proto je užíván trojnásobný cyklus (54 let + 1 měsíc = 19 756 plných dnů) – trojnásobný saros nebo exeligmos (v řečtině „otočení kola“).

### Cyklus slunečních skvrn
Cyklus slunečních skvrn (také Schwabeův cyklus nebo Schwabe-Wolfův cyklus) je jedenáctiletý cyklus aktivity Slunce – doba, která uplyne mezi dvěma maximy sluneční aktivity. Poslední maximum nastalo v roce 2001. Cyklus není striktně 11letý, v minulosti trval někdy jen 9 let jindy až 14 let.

### Milankovičovy (klimatické) cykly
Milankovičovy (klimatické) cykly jsou společným efektem změn v pohybech Země, které mají za následek změny klimatu ve stotisícileté (po 100 000 letech) periodě dob ledových. Jsou pojmenovány po srbském inženýrovi a matematikovi Milutinu Milankovičovi. Příčinami jsou proměny výstřednosti (excentricity) oběžné dráhy Země, osové slapy a precese oběhu Země.